# Concepção espontânea
Concepções espontâneas (português brasileiro) ou conceções espontâneas (português europeu) ou conceitos espontâneos são conceitos naturais ao nosso pensamento que não nos remetem a nenhum ensino formal, sendo aprendido no dia-a-dia por exemplo por tentativa e erro, por inferência ou por conclusões lógicas.
São muito formados na infância pois nessa fase de nossa vida em que estamos aprendendo a lidar com o meio que nos cerca mas continuam sendo formadas a vida inteira. Segundo Piaget, estes conceitos são formados de dentro para fora, ou seja, a partir de experiências relacionadas a contatos com objetos ou situações do cotidiano.
Alguns autores acreditam que as concepções espontâneas atrapalham no ensino das concepções científicas, porém segundo Vygotsky uma concepção espontânea, mesmo incorreta, não é obstáculo à aprendizagem do conceito correlato e sim um elemento de apoio a essa aprendizagem sendo a ausência de conceitos mais difícil de permitir compreender o conceito. Sendo assim um amplo conhecimento informal facilitaria o aprendizado formal.

## Diferença para o conceito científico
Alguns conceitos espontâneos que carregamos divergem dos modelos estabelecido pela ciência. Especialmente na Física, existem exemplos clássicos de concepções consideradas falsas, por exemplo:
- O conceito de que a velocidade de queda de um objeto depende de seu peso, ou seja, um objeto mais pesado cai mais rapidamente que um objeto mais leve;
- O conceito de que quanto maior um objeto mais pesado ele é, o que nem sempre é verdade, vai depender da densidade e do material.
- O conceito que um copo fino e alto contem mais água que um copo largo e baixo.
- O conceito de que o Sol gira ao redor da Terra.

## Uso na educação
Pozo (2002) propõe uma abordagem específica para a alteração de concepções espontâneas:
- Exposição dos objetivos da unidade;
- Consolidação das teorias dos alunos;
- Provocação e tomada de consciência de conflitos empíricos;
- Apresentação de teorias cientificas alternativas;
- Comparação entre as teorias do aluno e as teorias alternativas;
- Aplicação das novas teorias a problemas já explicados pela teoria do aluno e a problemas não explicados.

## Concepção espontânea na medicina
Esse conceito também pode se referir ao nascimento natural de um segundo filho depois do nascimento de um filho através de fertilização in vitro. Seria uma tradução do inglês spontaneous conception. É estimado em 18% para as mulheres em geral, porém essa probabilidade aumenta para 38% em mulheres com menos de 27 anos. No estudo com 142 mulheres a idade foi o fator mais correlacionado a esse evento. É possível que a primeira gravidez corrija os problemas do organismo facilitando a segunda fecundação. Porém as chances diminuem muito caso o homem tenha um sêmen com baixa performance ou a mulher tenha poucos óvulos. 